# Helionidia kongica
Helionidia kongica är en insektsart som beskrevs av Irena Dworakowska 1971. Helionidia kongica ingår i släktet Helionidia och familjen dvärgstritar. Inga underarter finns listade i Catalogue of Life.